# Rederi AB Kind
Rederi AB Kind är ett svenskt familjeägt rederi som bedriver turisttrafik i Östergötland.
Rederi AB Kind grundades 1960 av Bertil och Karin Bergman i Motala, Bertil Bergman var chef för familjeföretaget John Bergman & Son Mekanisk Verkstad AB i Motala och hade 1958 köpt den tidigare ångsprutbåten Phoenix i Stockholm, vilken byggts om till passagerarfartyget M/S Kind. Bertil Bergman och hans fru grundade 1960 Rederi AB Kind för turisttrafik på Kinda kanal. Rederiet startade turisttrafik på Kinda kanal med M/S Kind 1960.
År 1962 tog rederiet över den numera k-märkta S/S Motala Express från Jönköpings kommun, som då var upplagd och hotades av skrotning. Motala Express fick Askersund som hemmahamn och seglade turistturer på norra Vättern. Motala Express såldes 2005 till Ångfartygs AB Stockholms Omgifningar, men seglades av Rederi AB Kind fram till 2010, med Motala som hemmahamn.
M/S Linda af Tynningö köptes 1994, döptes om till M/S Nya Skärgården och sattes efter omfattande renovering in från 1996 i turisttrafik på södra Vättern med Jönköping som hemmahamn. Hon avyttrades 2015.
Rederiets trafik på Kinda kanal utgår från Tullbron i Linköping och går som längst till Nya hamnen i Rimforsa.

## Bildgalleri

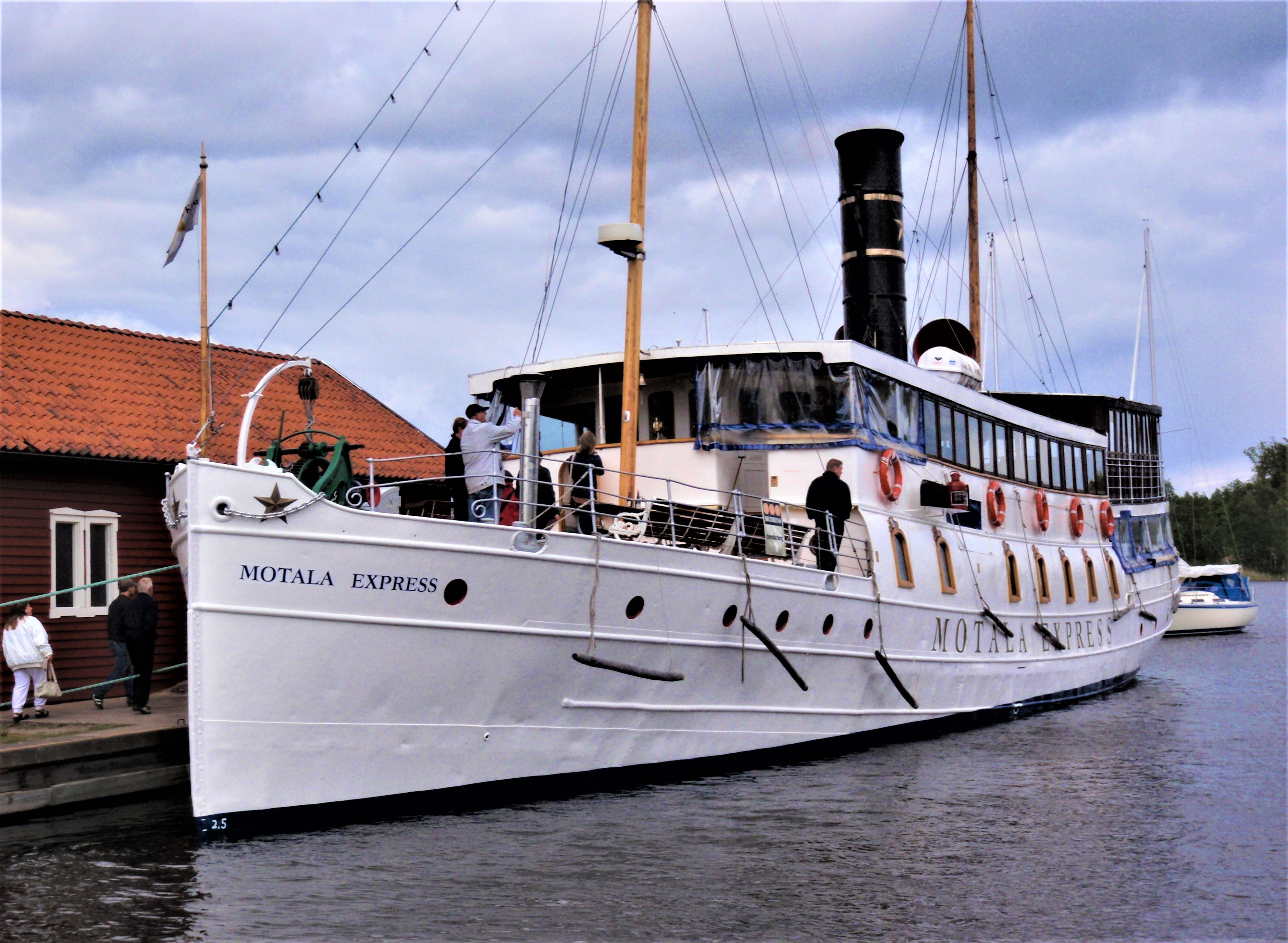
S/S Motala Express på besök vid Forsviks sluss den 6 juni 2009 i anslutning till sjösättningen av Eric Nordevall II
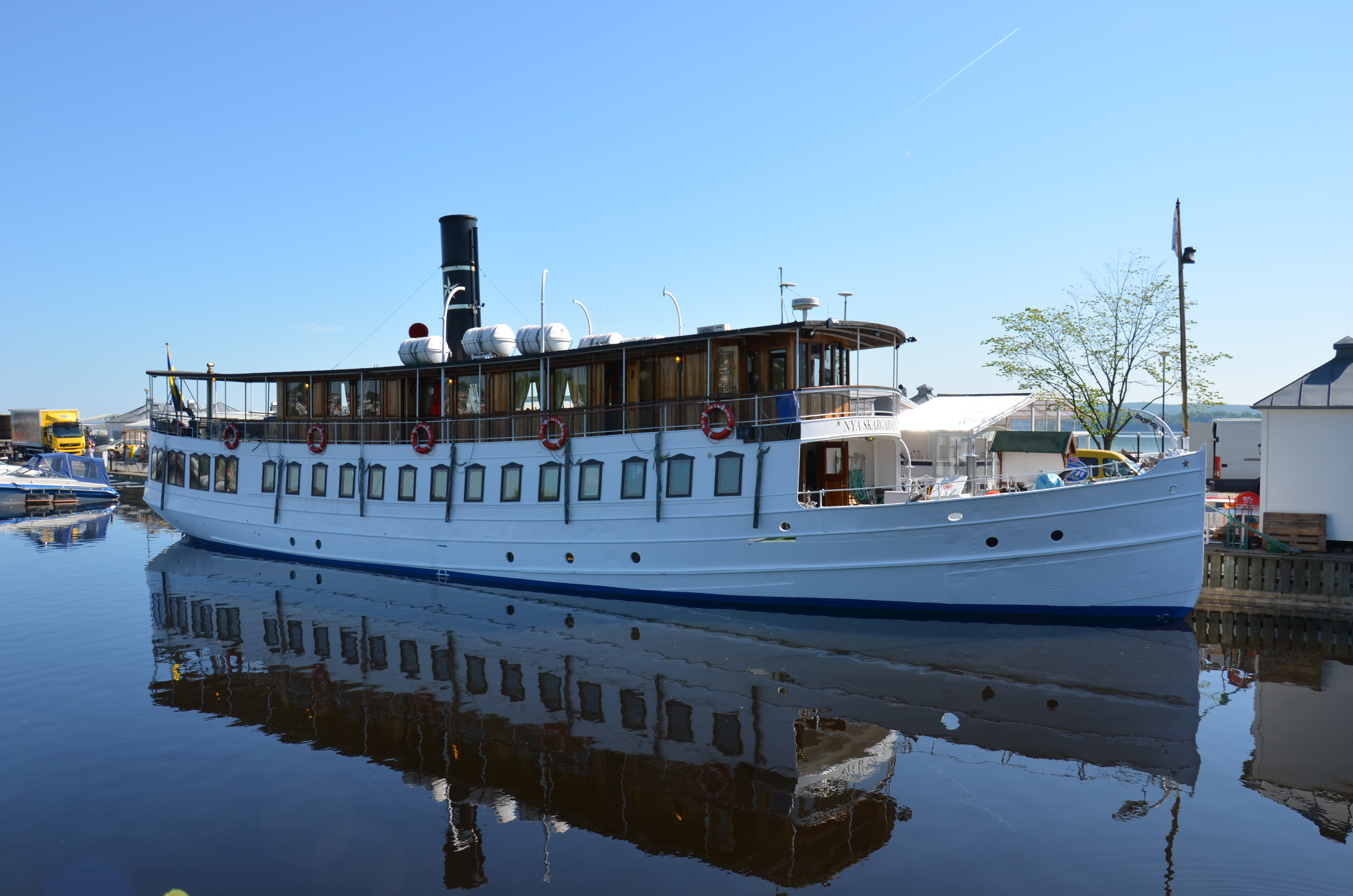
M/S Nya Skärgården, fotograferad i Jönköping 2012